# Piłsudczyk (pociąg pancerny)
Pociąg Pancerny „Piłsudczyk” (Pociąg Pancerny Nr 1 i 52) – pociąg pancerny Wojska Polskiego II RP. Pociąg brał udział w ciężkich walkach w okolicach Warszawy. 20 września 1939 roku przy niemożliwości dalszego przebicia się pociąg został przez załogę opuszczony i zniszczony w okolicach miejscowości Mrozy na linii Warszawa – Brześć nad Bugiem. Krawczak i Odziemkowski podsumowując działania pociągu napisali: „Czterodniowy bój Piłsudczyka pod Mrozami, na tyłach nieprzyjaciela, jest jednym z najpiękniejszych przykładów poświęcenia i patriotyzmu żołnierzy polskiej broni pancernej”.

## Historia

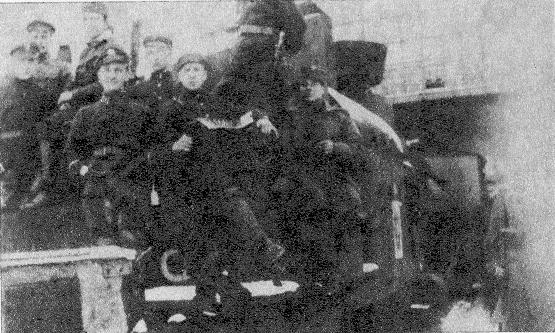
Pociąg pancerny Piłsudczyk i jego załoga w Małopolsce wschodniej 1918–1919

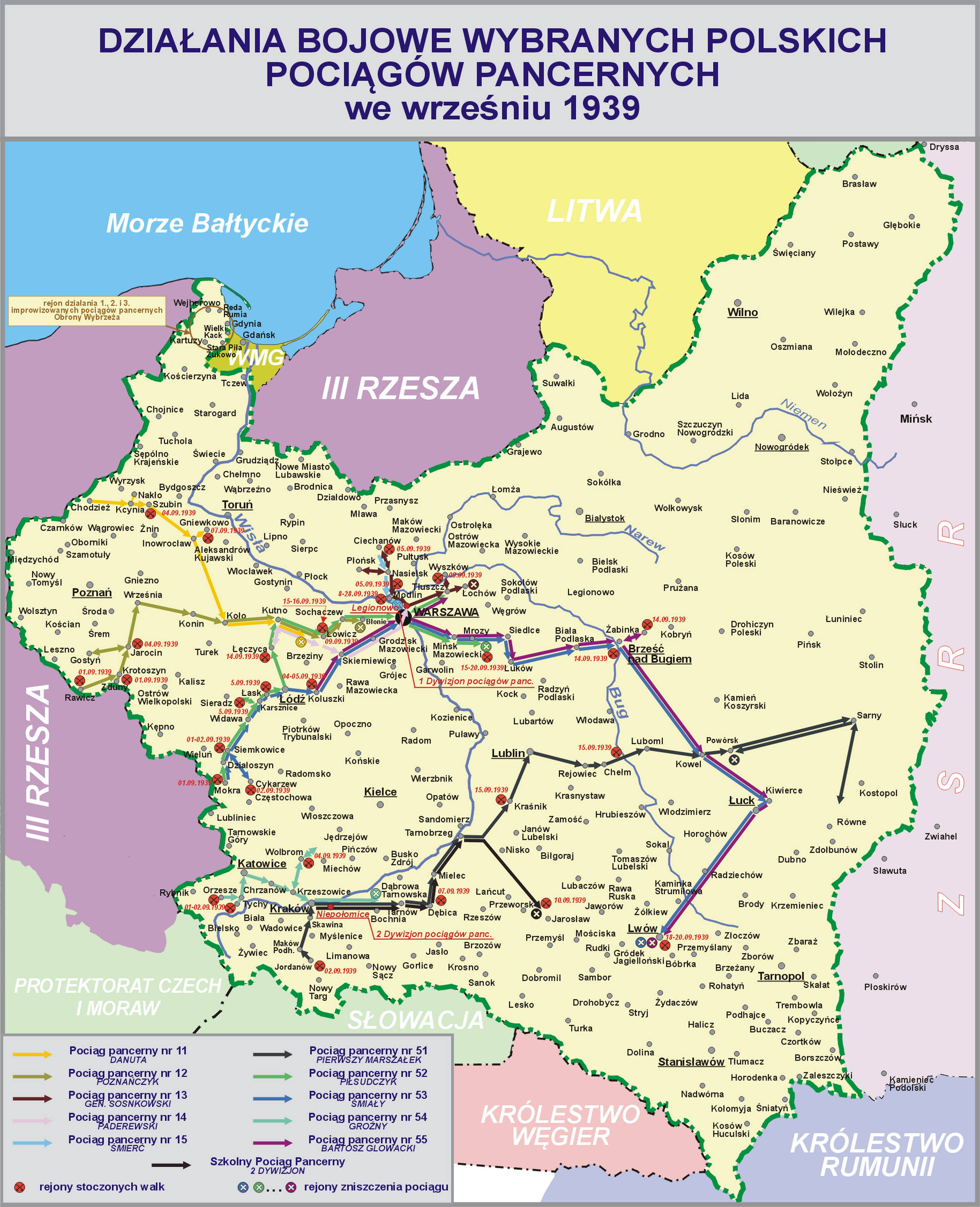

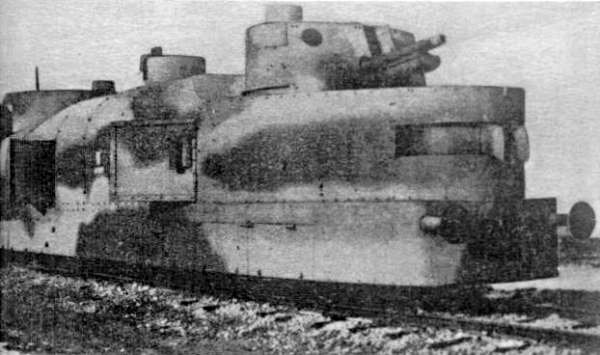
Polski typowy wagon artyleryjski z 1939. Wagony tego typu były używane w polskich pociągach: Śmiały i Piłsudczyk

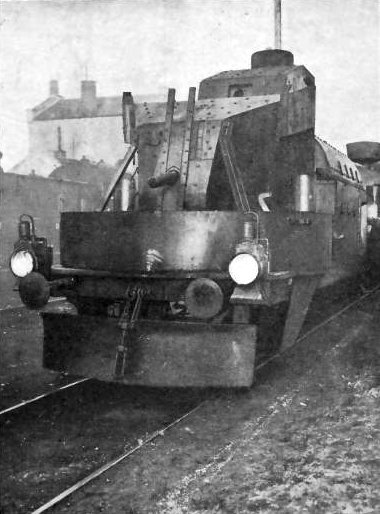
Typowy austriacki wagon artyleryjski z 1915 pociągu typu V. Zdobyte wagony tego typu były używane w polskich pociągach: Śmiały, Piłsudczyk w 1920 i Śmierć w 1939

W 1918 roku na stacji Prokocim koło Krakowa zdobyto nieuszkodzony, nowoczesny, austro-węgierski pociąg pancerny, składający się z dwóch wagonów czołowych-artyleryjskich, dwóch wagonów piechoty i jednego szturmowego. Ze składu tego pociągu zorganizowane zostały dwa pociągi pancerne: „Piłsudczyk” (P.P. nr 1) i „Śmiały” (P.P. nr 2), które wzięły udział w walkach o Lwów.
10 i 11 marca 1919 roku pociąg pancerny "Piłsudczyk" brał udział w walkach o Gródek Jagielloński, w następnych dniach wspomagał obronę Kamienobrodu i linii Wereszycy.
W czasie wojny polsko-bolszewickiej podporządkowany 4 Armii.
W 1921 roku załoga pociągu wzięła udział w III powstaniu śląskim, między innymi w walkach o Kędzierzyn, w których straciła 20% stanu osobowego.
W 1927 roku przeniesiony został z Dywizjonu Szkolnego Pociągów Pancernych do nowo powstałego 2 dywizjonu pociągów pancernych w Niepołomicach. Był pociągiem manewrowym (szkolnym), i był utrzymywanym w gotowości także w okresie pokoju. We wrześniu 1939 był uzbrojony w 2 haubice 100 mm, 2 armaty 75 mm i 19 ckm-ów.
Pociąg rozpoczął mobilizację 25 sierpnia 1939; do składu przydzielony nieopancerzony parowóz z maszynistą cywilnym. 3 sierpnia skład bojowy wraz ze składem gospodarczym przybyły do Siemkowic. Pociąg został przydzielony do Armii „Łódź” (hasło-kryptonim „Baszta”) przy 30 Dywizji Piechoty rozwiniętej w rejonie Działoszyna. Po wybuchu wojny skład bojowy przesunął się do Działoszyn, składy odparły ataki lotnictwa. Do Siemkowic wrócono 2 września, po naprawie torów. Po południu drugiego września Niemcy zajęli Działoszyn; uszkodzone tory pomiędzy Działoszynem a Siemkowicami uniemożliwiły użycie pociągu na pierwszej linii. 3 września pociąg wycofał się do Widawy, gdzie został podporządkowany 28 Dywizji Piechoty i został przesunięty do Łasku, gdzie spędził dzień 4 września w odwodzie ko118>. 5 września w czasie bitwy pod Wartą; pociąg został skierowany do patrolu na trasie Łask–Zduńska Wola i do wsparcia kontrataku II batalionu 31 pułku koło Mnichowa. Po południu oddziały polskie wycofały się na Wojsławice; obydwa składy odparły liczne naloty, kpt. Mikołaj Gonczar został ranny, stopień zniszczenia torów i bliskość nieprzyjaciela spowodowały poważne rozważenie opuszczenia i zniszczenia pociągu, jednak udało się wycofać pociąg do Łodzi. 6 września pociąg patrolował odcinek Łask – Pabianice, następnie otrzymał rozkaz wycofania się do Warszawy, na tej trasie eskortowano ładunek złota z Banku Poznańskiego. Po drodze mijano wiele spalonych dworców i zniszczonych transportów. Rankiem 8 września pociąg dotarł na stację Warszawa Praga.
Pociąg został następnie przyporządkowany do Grupy Operacyjnej „Wyszków” i przejechał do Legionowa, nad rankiem 9 września docierając do Tłuszcza. Nad ranem 10 września pociąg przejechał do Rembertowa, a stamtąd został wysłany na linię Mińsk Mazowiecki – Mrozy – Siedlce. Na tej trasie nastąpiło długie opóźnienie, z powodu zniszczenia stacji pomp w Mińsku; stację tę naprawiała m.in. załoga pociągu. Na wschód od Mrozów utworzył się nowy zator; Niemcy zajęli Siedlce i Mińsk, na torach utknęło poza „Piłsudczykiem”, skład gospodarczy pociągu nr 13 („Generał Sosnkowski”) i 17 transportów ewakuacyjnych. Z jednostek w tak powstałym kotle – „Piłsudczyka”, 17 kompanii kolejowej, i innych formacji – stworzyła się improwizowana grupa dowodzona przez płk. Prusa-Więckowskiego. 16 i 17 września odparto szereg ataków niemieckich, 17 września stracono jeden z wagonów artyleryjskich; o zmierzchu obrońcy musieli wycofać się z Mrozów do wsi Sosnowe. Mrozy odbito rankiem 18 września, w okolicy Mrozów i Cegłowa trwały zaciekłe walki, jednostki polskie, często bez amunicji, walczyły na bagnety; 19 września pociąg stracił wagon bojowy. 20 września pociąg dysponował jednym działem z 6 pociskami, i 3 improwizowanymi karabinami maszynowymi. 20 września 1939 roku przy niemożliwości dalszego przebicia się pociąg został przez załogę opuszczony i zniszczony w okolicach miejscowości Mrozy na linii Warszawa – Brześć nad Bugiem.
Żołnierze pociągu po nieudanej próbie dotarcia do Warszawy w ramach grupy płk. Mikołaja Prus-Więckowskiego, weszli w skład SGO „Polesie” gen. Kleeberga i walczyli pod Kockiem.

## Żołnierze pociągu
Dowódcy pociągu
- kpt. Stanisław Tabisz (1918–1919)
- por. art. Jan Witold Komorowski (od 1 XI 1922[22])
- kpt. art. Janusz Józef Grzesło (p.o. od XI.1926[23])
- kpt art Albin Olejnik[24].
- kpt. Mikołaj Gonczar (kampania wrześniowa)[4]

Inni żołnierze pociągu
- bracia Stanisław i Bogusław Komornicki

Obsada pociągu 1 września 1939
- Dowódca: kpt. Mikołaj Gonczar (ranny 5 IX 1939, ponownie ranny 17.IX1939 w rejonie Mrozów.)
- Zastępca: por. Bolesław Sitkowski (w 1942 roku został zamordowany w Oświęcimiu)
- Lekarz: ppor.rez. dr med.Hieronim Lewkowicz[26]
- Dowódca 1 plutonu ogniowego: ppor. rez. Roman Malcher (ranny 1 IX 1939[potrzebny przypis])
- Dowódca 2 plutonu ogniowego: ppor. rez. Ludwik Bogusław Chrząszcz
- Dowódca plutonu wypadowego: ppor. rez. Eugeniusz Gihalski
- Dowódca plutonu drezyn: ppor. Stanisław Mackiewicz
- Dowódca plutonu technicznego: por. rez. inż. Antoni Michał Kossobudzki

## Skład pociągu
- parowóz opancerzony Ti 3 nr 13 z tendrem 12C1 nr 481 (z wieżyczką typu Ursus),
- wagon szturmowy nr 402633 zaopatrzony w radiostację RKDP/P
- 2 bliźniacze wagony artyleryjskie polskiej produkcji typu III nr 699069 i 699070, każdy uzbrojony w 1 armatę wz. 1902/26 i 1 haubicę wz. 14/19A,
- 2 platformy Pdks na końcach składu,
- pluton drezyn z dwoma zestawami wyposażony w 2 czołgi Renault FT oraz 5 tankietek TKS[27].

Załoga pociągu pancernego „Piłsudczyk” walczącego w marcu 1919 w składzie grupy płk. Paulika liczyła w stanie wyżywienia 75 żołnierzy (w tym 9 oficerów). Jej stan bojowy nie przekraczał 50 żołnierzy, którzy obsługiwali 3 armaty i 9 ciężkich karabinów maszynowych.

## Odznaka pamiątkowa

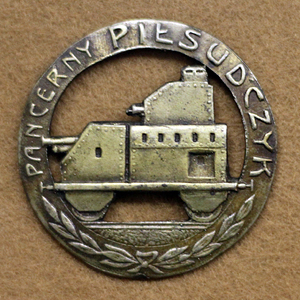
Odznaka

Odznaka zatwierdzona rozkazem M.S.Wojsk. Dz. Rozk. Nr 49 z 13 XII 1921 r. Okrągła, ażurowa o średnicy 45 mm, tłoczona z posrebrzanego brązu. Grubość blachy ok. 0,8 mm. Na pierścieniu u góry napis: Pancerny Piłsudczyk, u dołu gałązki laurowe związane wstęgą. W środku sylwetka wozu bojowego na szynach kolejowych. Odznaka noszona była na rękawie.